# Rosa Morena
Pour les articles homonymes, voir Morena.
Rosa Morena, nom de scène de Manuela Pulgarín González, est une actrice et chanteuse de flamenco espagnole née le 11 juillet 1940 à Badajoz et morte dans la même ville le 4 décembre 2019.

## Biographie
Rosa Morena est née dans la rue Felipe Checa à Badajoz, elle est la fille d'un mineur et a huit frères et sœurs. Elle commence à chanter à l'âge de six ans et elle remporte le premier prix d'un concours musical organisé par le présentateur radio Julián Mojedano au Teatro López d'Ayala en 1953. Elle y a chanté un air d'Antonio Molina, El macetero. Elle débute à la radio Extremadura et se produit au spectacle de théâtre Los Nardos Extremadura dans la province de Badajoz. Elle débute à Madrid à la radio avec José Luis Pécker (es) sur Radio Madrid (es), interprétant la chanson Veinticuatro cascabeles (Vingt-quatre clochettes) d'Antonio Molina. Des producteurs étrangers lui offrent un contrat artistique, avec de nombreux  contacts en France, Belgique, Amériques et Japon. Elle commence à se produire dans des théâtres comme Circo Price (en), Victoria de Barcelone, Micheleta entre autres,,,.
Elle a alors l'occasion de rencontrer Lola Flores, Concha Piquer et Antoñita Moreno. Elle débute au cinéma et joue un petit rôle dans le film Salomon et la Reine de Saba de King Vidor en 1959.
En 1960, elle part pour Buenos Aires et reste deux ans et demi en Argentine. En 1963, elle arrive aux États-Unis et fait ses débuts dans le meilleur cabaret latin de New York où elle joue avec des artistes comme Cándido Camero, Celia Cruz et Olga Guillot, elle est découverte par Williams Morris. Le contrat était de six mois pour 600 dollars par semaine. C'est là que les journalistes des journaux new-yorkais la baptisent « La Cendrillon d'Espagne » car lors d'une de ses performances au Liborio, elle a fendu le talon d'une chaussure, la perdant. Elle fait le gala de la Radio City Music Hall au Charité Hall au Madison Square Garden, elle joue avec le Cubain Cándido Camero et Pedro Cortés. Elle rencontre Frank Sinatra, Dean Martin, Sammy Davis, Jr. et Judy Garland.
Les producteurs de cinéma veulent la transformer en une Brigitte Bardot espagnole et elle apparaît notamment comme une sorte de pop flamenca sexy dans les émissions de télévision émises dans les stations comme Puerto Rico, Los Angeles, New York, Chicago, Texas.
Elle retourne en Espagne et s'installe à Madrid où elle se produit en concerts, reprenant pour le public espagnol les chansons de mineurs que son père lui avait transmis. Elle enregistre pour le label Discos Belter des compositions de Manuel Quiroga (en), Rafael Jaén (es) et Francisco Naranjo.
Forte de sa popularité, elle est invitée à inaugurer le premier Burger King qui ouvre dans la capitale en 1975. Cependant, au cours des années 1980, elle se tient éloignée de la scène en raison d'une grave maladie. L'artiste ayant de nombreux prix au cours de sa carrière se voit récompensée par sa ville natale pour l'ensemble de sa trajectoire durant sa vie.
Elle décède le 4 décembre 2019.

## Discographie
- 1965 : Malena / La adelfa / Tela del telón / Badajoz la tierra mía (Belter)
- 1965 : De Cuba a Puerto Rico / La bamba gitana / Tientos del silencio / Hava Nagila (Belter)
- 1965 : Por mi calle / Na más que un hombre / Que se detengan / Mi plegaria (Belter)
- 1967 : Naturaleza / Una farruca / Échale picante / Ni tú, ni tú (Belter)
- 1967 : Con el bongó / Por pura casualidad / Bolero por colombiana / Cumbia morena (Belter)
- 1967 : Mañana será otro día / Con dos barajas (Belter)
- 1970 : Échale guindas al pavo / Más vale tarde que nunca (Belter)
- 1970 : Me desperté llorando / Somos (Belter)
- 1970 : El Perepepepe / Quiero café (Belter)
- 1970 : Tú no me la das / Madre mía (Belter)
- 1971 : La hija de Don Juan Alba / Hay en el aire (Belter)
- 1971 : El gitano señorito / Llevo (Belter)
- 1971 : Ojos de color incierto (Belter)
- 1972 : El berebito / Tu estrella y la mía (Belter)
- 1972 : ¡Sereno...va! / Cucha niño (Belter)
- 1972 : Perdido amor / La gitana (Belter)
- 1972 : La rosa y el viento / Sabor a menta / Shaon Pop /La Zarzamora (Belter)
- 1973 : Horas de amor / Extremadura (Belter)
- 1973 : Serva La Barí / La Lirio (Belter)
- 1974 : La rosa y el viento / Alí (Belter)
- 1975 : Me quema la distancia / Uva madura (Hispavox)
- 1975 : Que mírame / Perdida estoy (Hispavox)
- 1976 : Qué más me da / Vete ya (Hispavox)

- 1976 : La hija de don Juan Alba[14] (Olympo)

1. La Hija De Don Juan Alba
2. El Berebito
3. Ojos De Color Incierto
4. Sereno...Va!
5. El Perepepepe
6. Que Toma, Toma, Toma
7. Sabor A Menta
8. Mas Vale Tarde Que Nunca
9. Sharon Pop
10. Me Desperte Llorando
11. Cucha, Niño
12. Tu No Me Lo Das

- 1977 : Rosa Morena[15]. (Corvox)

1. Me siento feliz
2. Tiene poemas de amor
3. Ya verás
4. Sentir
5. Vete y hazlo
6. Merecumbé
7. Libre, libre, libre
8. De tus labios yo quiero beber
9. La Mami
10. Qué voy a hacer
11. Creo en el amor

- 1979 : Rosa Morena (Corvox)

1. Nada de ná
2. Para qué quieres hoy volver

- 1981 : Lo mejor de Rosa Morena (Apolo Records, Tauro)

1. Como siempre
2. Penas de la Flamencona

- 1982 : Rosa Morena (Columbia)

1. Ese señor
2. Anda y ven

- 1982 : Ese señor (Columbia)

1. Ese señor
2. Anda y ven
3. Donde me dejastes
4. Hueles a fresco
5. Con la leña de los dos
6. No me excita
7. Entre el amor y el silencio
8. He vuelto a nacer
9. Tu loco desatino
10. Como te he amado yo

- 1998 : Tela de Araña (KMC)

1. Tela de araña
2. Curro mi Curro
3. ¿A dónde vas?
4. Ámame
5. Cambio de amor
6. Ganas de querer
7. Jaula de cristal
8. Pañolitos de seda
9. Sin él
10. Coplas al viento

- 2012 : Soy fuego (KMC)

1. Sigue así
2. Dame el fuego De tus labios
3. El ritmo de la vida
4. Soy fuego
5. Voy
6. Tan de repente
7. Báilame moreno
8. Ya lo sé
9. Quién crees que eres tú
10. Y te dirán

## Filmographie

### Cinéma
- 1966 : El secreto de las esmeraldas (Le secret des émeraudes)[16].
- 1968 : Flor salvaje (Fleur sauvage) : Carmen[17].
- 1971 : Entre ríos y encinares (Entre rivières et chênaies)[18].

## Galerie photographique

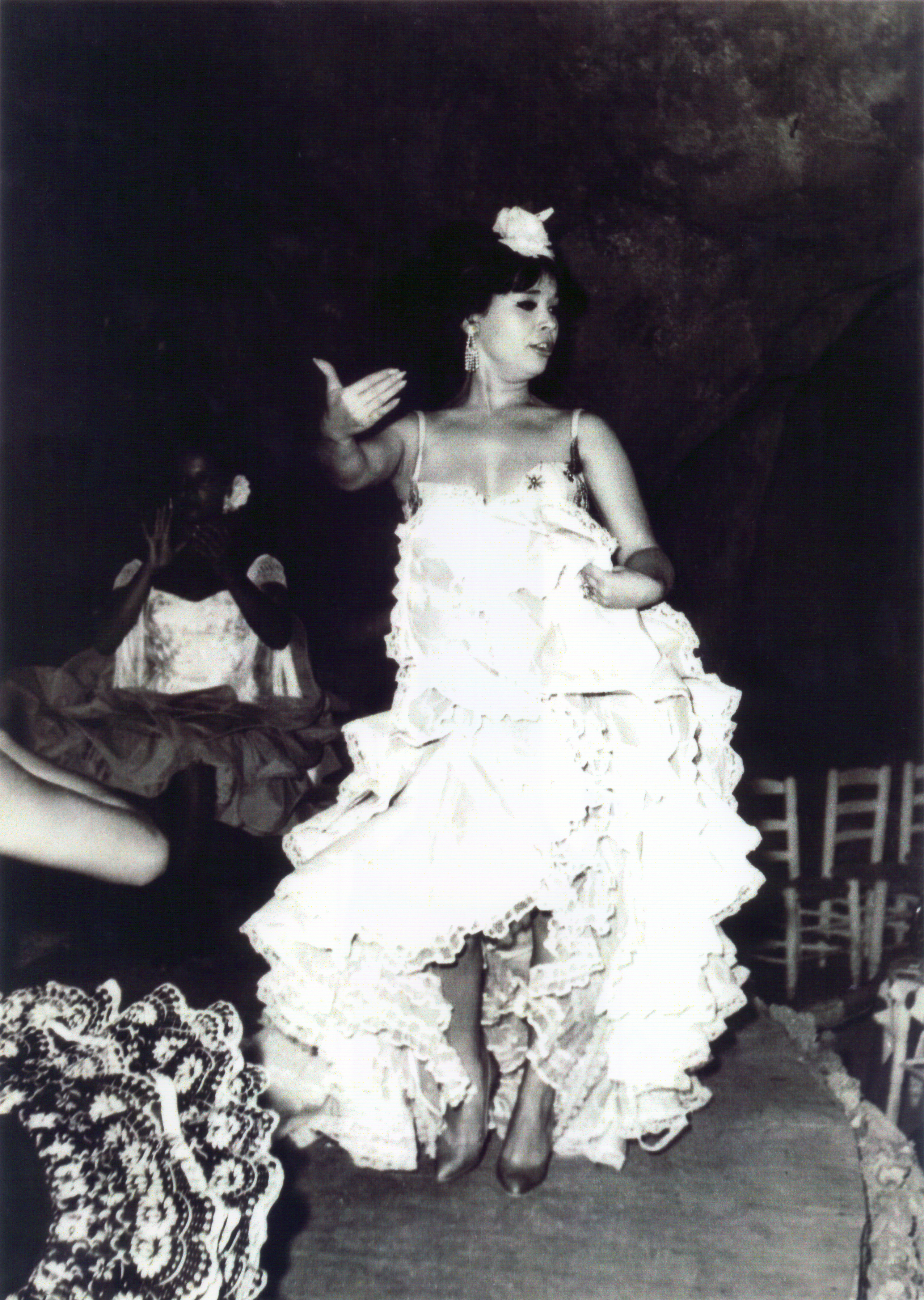
Rosa Morena dans les années 1960
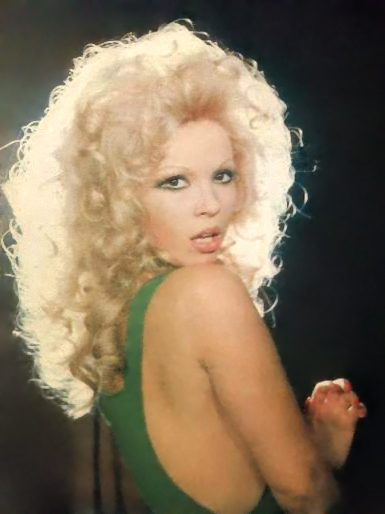
Rosa Morena en 1973